# Pakuhaji (Cisalak)
Pakuhaji is een bestuurslaag in het regentschap Subang van de provincie West-Java, Indonesië. Pakuhaji telt 4923 inwoners (volkstelling 2010).